# Hamburg Cruise Center Altona
Das Hamburg Cruise Center Altona, auch Hamburg Cruise Center 2 (CC 2) oder Kreuzfahrtterminal Altona genannt, ist eine der Anlegestellen in Hamburg, an denen Passagiere von Kreuzfahrtschiffen abgefertigt werden können; es gehört organisatorisch zum Hanseatic Cruise Center und bietet einen Liegeplatz für Schiffe bis 326 m Länge bei einer Wassertiefe von 10 m (LAT) am Edgar-Engelhard-Kai.

## Geschichte

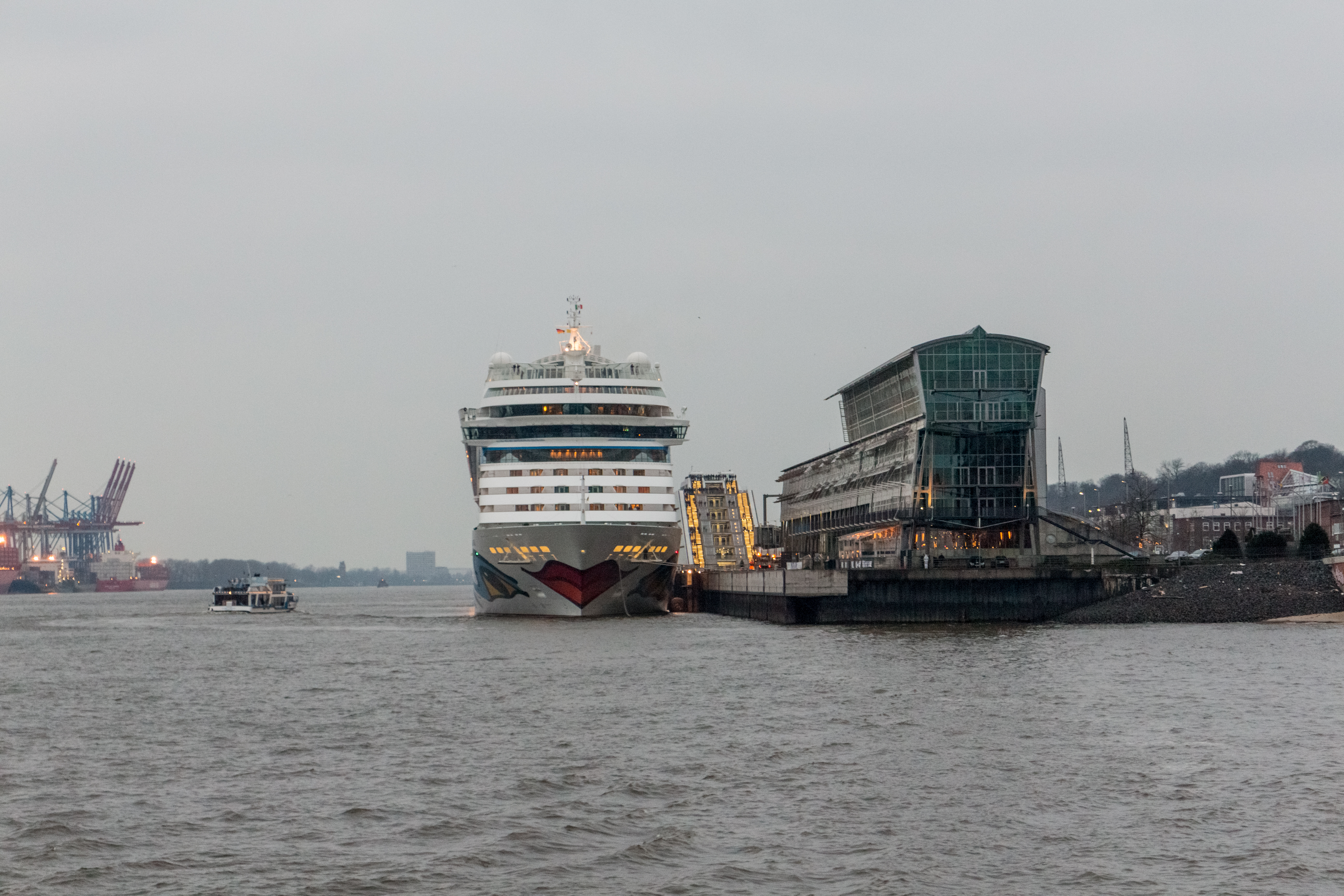
AIDAmar am Kai des Hamburg Cruise Center Altona

### Fähr- und Kreuzfahrt-Terminal Hamburg-Altona
Von 1991 bis 1993 wurde östlich des heutigen Hamburg Cruise Center Altona das Fähr- und Kreuzfahrtterminal Altona gebaut. Ab Anfang der 1990er Jahre wurde die Erweiterung des Terminals um einen weiteren Liegeplatz mit weiteren Abfertigungsgebäuden auf der Ostseite geplant.

### Neues Kreuzfahrt-Terminal

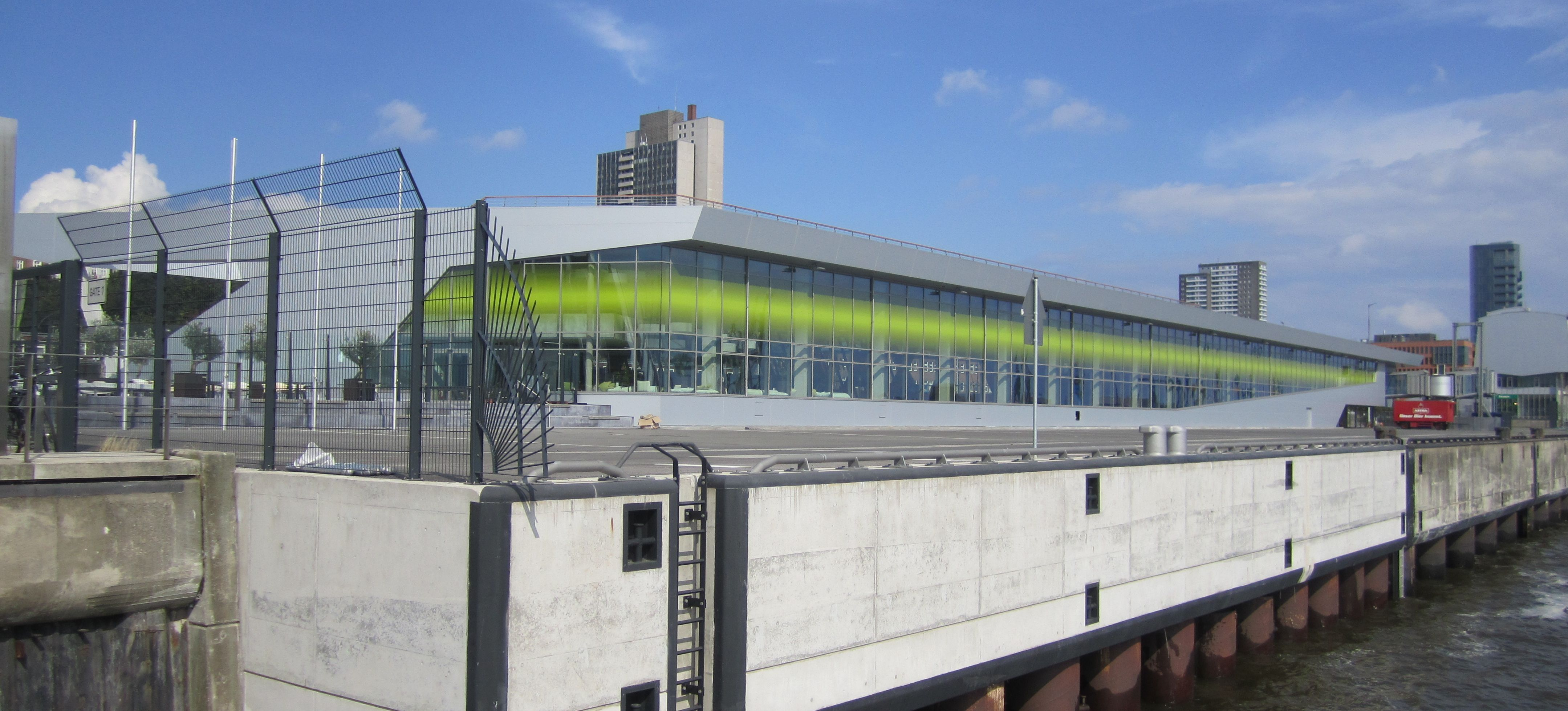
Kreuzfahrtterminal Altona, Wasserseite

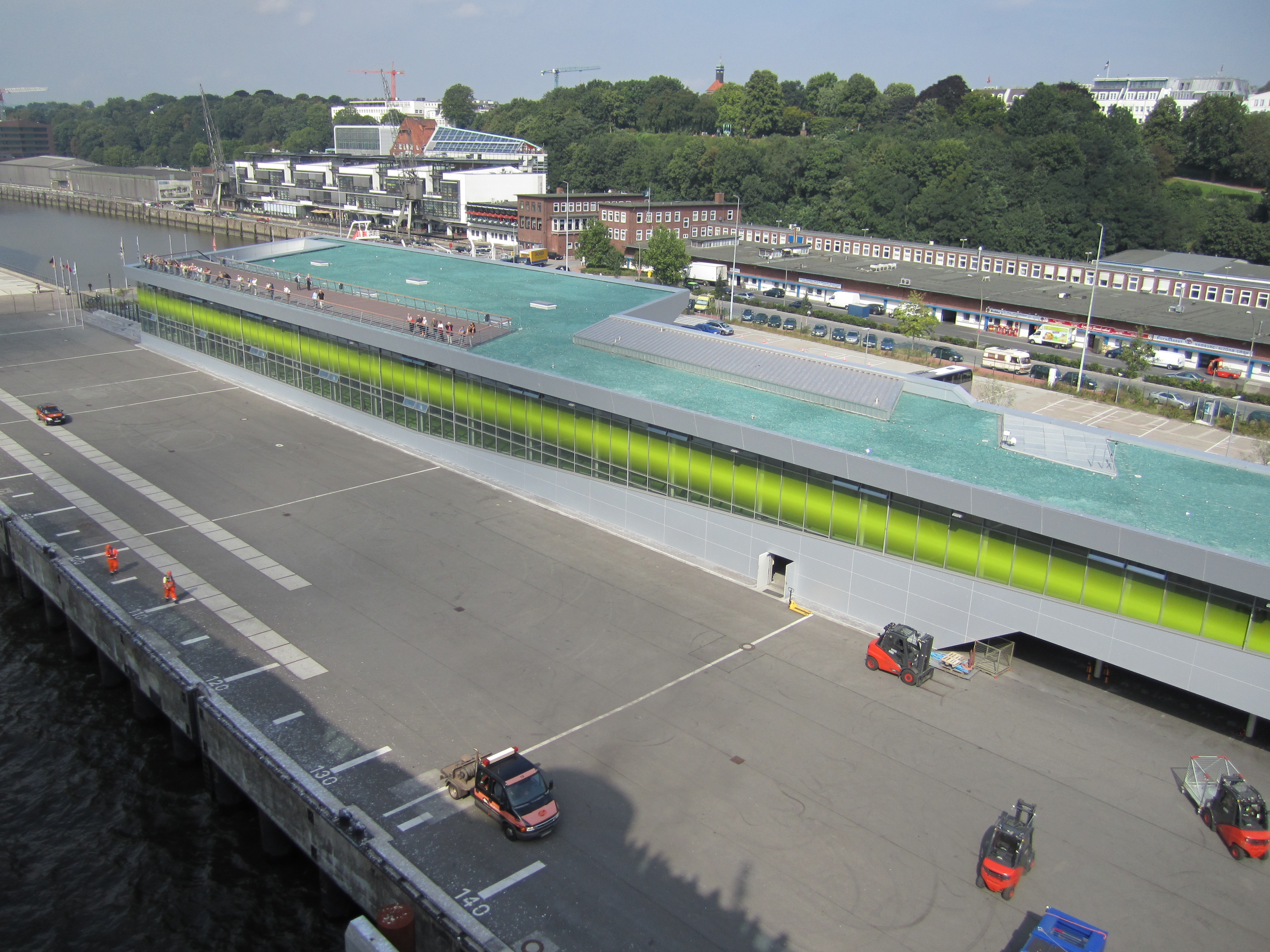
Das Kreuzfahrtterminal vom Schiff aus gesehen, Besucherterrasse und das mit Glasbruchstücken bedeckte Dach

Dieses Vorhaben wurde erst ab März 2009 mit dem Bau des neuen Kreuzfahrtterminals Altona verwirklicht, am 1. April 2011 wurde es in Betrieb genommen und am 5. Juni 2011 eingeweiht. Bereits im August 2009 legte mit der AIDAaura ein erstes Schiff an der provisorisch hergerichteten Anlage an. Das Terminal-Gebäude wurde nach den Plänen des Altonaer Architektenbüros Renner Hainke Wirth errichtet. Es gilt als erstes speziell ausgerüstetes Kreuzfahrtterminal der Stadt, die Anlage umfasst eine Gesamtfläche von 20.000 m². Die Kosten betrugen etwa 30 Millionen Euro.
Das Terminal befindet sich am Nordufer der Elbe, am Edgar-Engelhard-Kai östlich neben dem letzten Terminal der ehemaligen Englandfähre, das in die Planung nicht mit einbezogen wurde, da es als zu klein für den aktuellen Bedarf galt. Die Kaimauer wurde für über dreihundert Meter lange Schiffe ausgerichtet. Das Gebäude hat ein bis zwei Vollgeschosse erhalten und ist nicht höher als 15,5 Meter, um die Sicht auf die Elbe vom Geesthang aus (Altonaer Balkon) so wenig wie möglich einzuschränken.
Mit der neu erbauten AIDAsol wurde erstmals ein Schiff am neuen Kreuzfahrtterminal in Altona abgefertigt. Für das Jahr 2011 waren am Kreuzfahrtterminal Altona 47 Abfahrten geplant, für 2012 70.
Gemeinsam mit dem Terminal Hamburg Cruise Center HafenCity am Grasbrook wurden 2011 insgesamt 118 Schiffe mit 314.500 Passagieren abgefertigt, etwa 50.000 mehr als 2010. 2012 wurden 160 Kreuzfahrtschiffs-Anläufe an beiden Hamburger Terminals mit 430.329 Passagieren gezählt, davon begannen bzw. beendeten 87,5 % ihre Reise in Hamburg. 2013 waren es 177 Anläufe mit rund 555.000 Passagieren, 2014 wurden 191 Anläufe und 600.000 Reisende erwartet. Beide Kreuzfahrt-Terminals wurden bis 2014 durch die HCC Hanseatic Cruise Centers GmbH betrieben. Diese war eine Tochtergesellschaft der AIDA Cruises in Rostock und der Unikai Lagerei- und Speditionsgesellschaft in Hamburg. Am 12. September 2014 wurde die Terminalbetriebsgesellschaft CGH Cruise Gate Hamburg GmbH als Joint-Venture zwischen der HPA und der Flughafen Hamburg GmbH (FHG) gegründet. Zunächst hielt die HPA 51 % der Anteile, die FHG 49 %. Anfang 2016 übertrug die FHG ihre Anteile an der Gesellschaft an die HPA, sodass diese jetzt alleiniger Gesellschafter der CGH ist.

#### Landstromanschluss
Um die Emissionen durch die Schifffahrt zu reduzieren, die im innerstädtischen Altona besonders viele Menschen betreffen, hatte die Hafenverwaltung HPA 2013 angekündigt, ab 2015 hier eine Landstromversorgung anzubieten, die für alle Schiffstypen die passende Spannung bereitstellen kann. Der Bund gab dazu Zuschüsse in Höhe von 3,7 Mio. Euro, die Europäische Union von 3,5 Mio. Euro. Die HPA hatte dazu Siemens beauftragt, eine schlüsselfertige Landstromanlage bis zum Frühjahr 2015 einzurichten. Dieser Auftrag für ursprünglich rund 8,5 Mio. Euro beinhaltete Frequenzumrichter (für 50 und 60 Hz), Transformatoren, Mittel- und Niederspannungs-Schaltanlagen, eine Brandschutzanlage und die erforderliche Klima- und Lüftungstechnik für das neue Gebäude. Der Anschluss erfolgt über einen fahrbaren Transportwagen, an dem mittels eines „Roboterarms“ das Kabel an Bord geholt werden kann; damit können die Höhenschwankungen wegen der Tide und unterschiedlicher Schiffsgrößen ausgeglichen werden. 2014 wurden die Kosten der Anlage mit 10 Mio. Euro angegeben, für die fixen Betriebskosten wird die Stadt jährlich bis zu 24.000 Euro übernehmen.
Sie wurde am 3. Juni 2016 im Rahmen eines Anlaufs der AIDAsol offiziell in Betrieb genommen. Wie anschließend bekannt wurde, gab es immer noch Probleme, sodass noch keine Leistung übertragen werden konnte. Die Testphase dauerte bis Januar 2017. Das Projekt steht 2021 noch weit hinter seinen Erwartungen. Bis Ende 2020 legten nur zwei Kreuzfahrtschiffe an, die regelmäßig Landstrom gezogen haben. Um die Klimaziele der Stadt zu erreichen und den Hamburger Hafen bis 2040 klimaneutral zu machen, sollen alle Kreuzfahrtterminals der Stadt bis 2022 mit Landstromanlagen ausgestattet werden, die Nutzung dieser wird für die Schiffe dann zur Pflicht.

## Seafarers Lounge
Speziell zur Unterstützung und Versorgung von Crewmitgliedern der Kreuzfahrtschiffe wurden die Seafarers Lounges gegründet. Die Seafarers Lounge hat in Hamburg drei Standorte, in den Cruise-Centern in Altona, der HafenCity und Steinwerder. Hier können die Seeleute kostenlos mit ihren Familien Kontakt aufnehmen und einkaufen. Weiterhin können sie Geld für ihre Familien überweisen und ausländische Währung umtauschen. Die Lounges befinden sich im Sicherheitsbereich der Cruise-Center, so dass die Crewmitglieder keinen „Landgang“ machen, sondern die Lounges schnell und unbürokratisch aufsuchen können. Gegründet wurden sie von der DSM Altona und der DSM Hamburg-Harburg. Sie arbeiten, oft in Personalunion, sehr eng mit den Seemannsmissionen und der Bordbetreuung im Hamburger Hafen zusammen.

## Verkehrsanbindung
Im öffentlichen Nahverkehr ist das Fährterminal an der Van-der-Smissen-Straße 5 sowohl vom Bahnhof Hamburg-Altona über die Buslinie 111 als auch über die Elbe mit den HADAG-Hafenfähren der Linien 61 und 62 (Anleger Dockland) zu erreichen, alles innerhalb des Hamburger Verkehrsverbundes (HVV).
Für Pkw stehen 238 Kurzzeitparkplätze bereit.

## Weitere Anlegestellen für Kreuzfahrtschiffe in Hamburg
- Hamburg Cruise Center HafenCity
- Hamburg Cruise Center Steinwerder
- gelegentlich Überseebrücke
- gelegentlich O’Swaldkai